# Albert Demnitz
Friedrich Albert Demnitz (* 9. Oktober 1892 in Dresden; † 4. März 1959 in Marburg-Ockershausen) war ein deutscher Tierarzt und ab 1928 leitender Angestellter der Behringwerke in Marburg.

## Leben

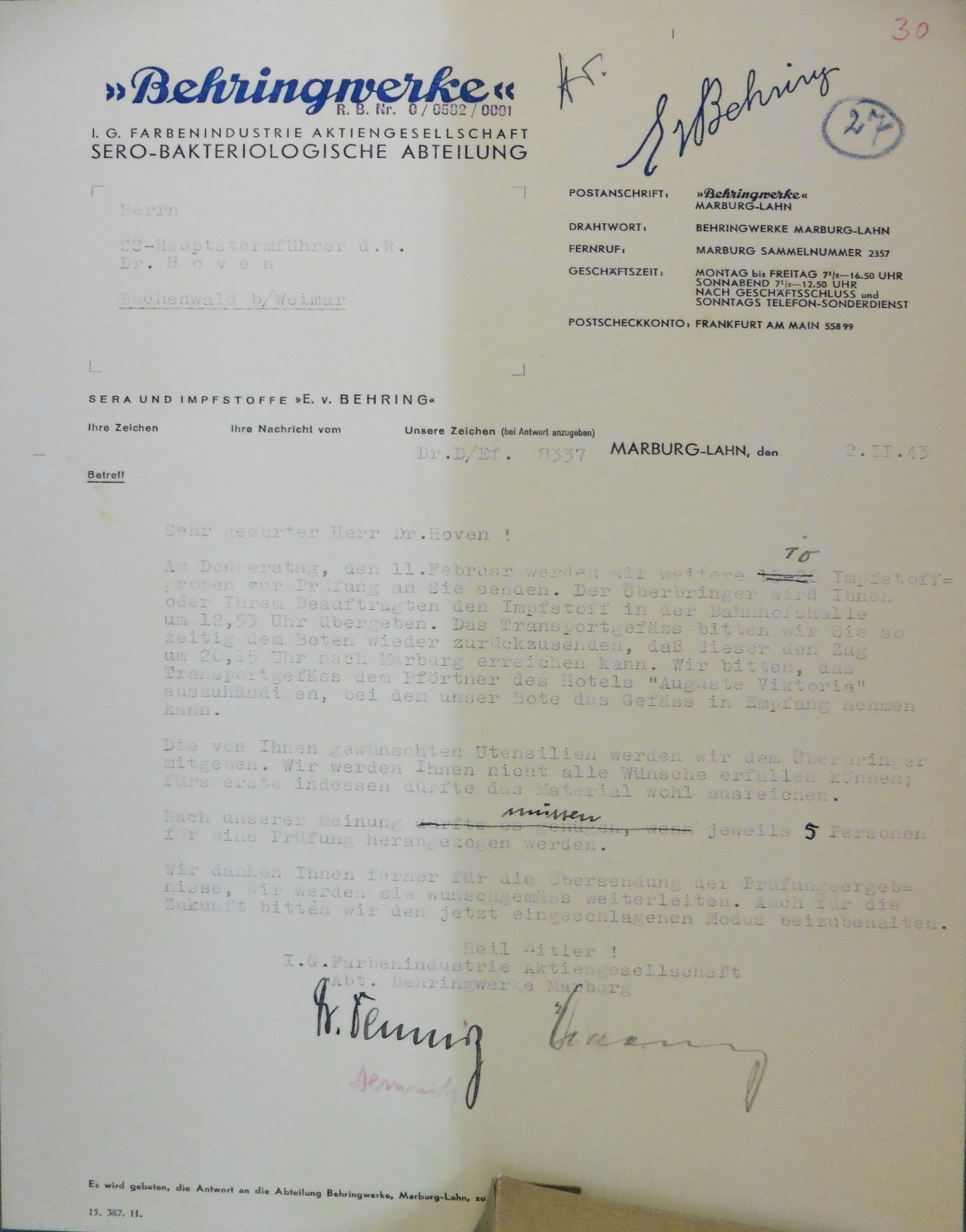
Schreiben von Demnitz an das KZ Buchenwald vom 2. Februar 1943 bzgl. Fleckfieberversuche

Demnitz studierte ab 1912 Veterinärmedizin an der Tierärztlichen Hochschule Dresden und wurde 1919 an der Universität Leipzig zum Dr. med. vet. promoviert. Anschließend war er am Tierphysiologischen Institut der Tierärztlichen Hochschule Dresden und an der Landwirtschaftlichen Hochschule Berlin tätig. Schließlich kam er zu den Behringwerken in Marburg und wurde dort 1923 Leiter der Veterinärmedizinischen Abteilung. Ein Forschungsaufenthalt führte ihn 1926/27 an das Instituto Biológico in Santiago de Chile. Nach seiner Rückkehr wurde er 1928 Leiter der Produktionsabteilung der Behring-Werke Marburg, später Betriebsführer des Werkes im Verbund der I.G. Farben und schließlich Direktor.
Im Winter 1940/41 hielt sich Demnitz für einige Zeit in Warschau auf und arbeitete zusammen mit Robert Kudicke an einem neuen Mischimpfstoff gegen die Ruhr. Spätestens ab November 1940 wurden diese neuen zweifachen Impfstoffe im Rahmen von Verträglichkeitsversuchen auch an Menschen getestet. Unter seiner Leitung beteiligten sich die Behringwerke als Teil der I.G. Farbenindustrie ab 1942 in Zusammenarbeit mit dem Hygiene-Institut der Waffen-SS an Fleckfieberversuchen an Häftlingen im KZ Buchenwald. Insgesamt wurden dabei an 537 Häftlingen Impfstoffversuche durchgeführt, an denen 127 starben. Außerdem wurden Häftlinge als „menschliche Passagen“ missbraucht, indem sie mit Fleckfieber infiziert wurden, um ständig frische Erreger für Versuche zur Verfügung zu haben. Wie viele Menschen dadurch getötet wurden, ist nicht bekannt. Ihre Zahl wird auf 90 bis 120 geschätzt.
Von 1940 bis 1945 ging er einem Lehrauftrag für Tierseuchentherapie am Tierseuchen-Institut der Universität Gießen nach. 1950 wurde er zum Honorarprofessor für Tierseuchentherapie an der Justus Liebig-Hochschule in Gießen ernannt. 1957 trat er in den Ruhestand.

## Ehrungen
- 1953: Verdienstkreuz (Steckkreuz) der Bundesrepublik Deutschland
- ca. 1963: Benennung einer Straße in Marburg-Marbach in Albert-Demnitz-Weg. Nachdem die Beteiligung der Behringwerke an tödlichen Versuchsreihen im KZ Buchenwald bekannt worden war, wurde der Weg noch 1998 wieder in Rotdornweg umbenannt.